# 托罗 (坎波巴索省)

托罗市镇在坎波巴索省的位置

托罗（義大利語：Toro）是意大利莫利塞大区坎波巴索省内的市镇，位于省会坎波巴索东边约8公里处。面积为24平方公里，人口数量为1,513人（2010年）。